# 王玄志
王玄志（?—759年），唐朝將領。
早年為安东副都护，累官安东都护。安史之乱时，安禄山以徐歸道为平卢（遼寧省朝陽市）节度使，王玄志將他杀死，並派使节向朝廷报告。
乾元元年（758年），诏授玄志為平卢节度使。
乾元元年（759年），王玄志去世，朝廷派宦官前往慰撫將士，裨将高句麗（朝鮮）人李懷玉杀玄志之子，立表兄侯希逸為节度使。朝廷無力推翻，於是承認侯希逸。